# Circondario di Chiari
Il circondario di Chiari era uno dei circondari in cui era suddivisa la provincia di Brescia.

## Storia
Fu creato con il decreto Rattazzi che, in seguito all'annessione della Lombardia dal Regno Lombardo-Veneto al Regno di Sardegna (1859), riorganizzava la struttura amministrativa del Regno in provincie, circondari e mandamenti.
Il circondario di Chiari era il II della Provincia di Brescia. Nel 1861 si suddivideva nei mandamenti di Chiari, Adro e Orzinuovi, a cui in seguito venne aggiunto Rovato.
Il circondario di Chiari venne soppresso nel 1926 e il territorio assegnato al circondario di Brescia.

## Geografia antropica

### Suddivisioni amministrative
Nel 1863, la composizione del circondario era la seguente:
- mandamento I di Adro
  - Adro; Borgonato; Bornato; Calino; Capriolo; Cazzago San Martino; Clusane; Colombaro; Erbusco; Nigoline; Paratico; Passirano; Timoline; Torbiato
- mandamento II di Chiari
  - Castel Covati; Castrezzato; Chiari; Pontoglio; Rudiano; Urago d'Oglio
- mandamento III di Rovato
  - Coccaglio; Cologne; Palazzolo sull'Oglio; Rovato
- mandamento IV di Orzinuovi
  - Acqualunga; Barco; Borgo San Giacomo; Cremezzano; Farfengo; Gerola Nuova; Ludriano; Oriano; Orzinuovi; Orzivecchi; Padernello; Pedergnaga; Pompiano; Roccafranca; Scarpizzolo; Villachiara